# Murailles de Saturnia
Les murailles de Saturnia (en italien : Mura di Saturnia) constituent le système défensif de Saturnia, une frazione de la commune de Manciano, (province de Grosseto), en Toscane.

## Histoire
Une première muraille fut construite à Saturnia par les Romains au IIe siècle av. J.-C., sur des structures défensives étrusques, pour protéger l'établissement qui s'était formé le long du tracé de l'ancienne Via Clodia. Le long des murs romains, il y avait quatre points d'accès distincts, placés perpendiculairement selon l'orientation traditionnelle des axes routiers de l'époque, coïncidant avec le cardo maximus et le decumanus.
À l'époque médiévale, les Aldobrandeschi restructurèrent et agrandirent l'enceinte primitive, presque certainement au début du XIIIe siècle, simultanément à la construction de la Rocca aldobrandesca.
Après de graves dommages, les murs furent reconstruits et réaménagés par la république de Sienne au milieu du XVe siècle. Au cours des siècles suivants, d'autres changements eurent lieu, qui conduisirent à la disparition de trois des quatre portes anciennes.

## Description
Les remparts de Saturnia entourent en grande partie le village et présentent des éléments stylistiques qui renvoient sans équivoque aux différentes phases historiques. La seule porte restante est la Porta Romana, au sud, qui présente un revêtement en pierre et une ouverture cintrée (double à l'intérieur), juste au croisement de la Via Clodia.
Les courtines, bien qu'elles soient partout recouvertes de pierre, présentent des éléments de l'époque romaine (bien visibles près de la Porta Romana), mélangés à des éléments de l'époque médiévale et de la Renaissance qui prédominent dans les autres parties.
Le coin nord-ouest des murs comprend la Rocca aldobrandesca.

## Galerie

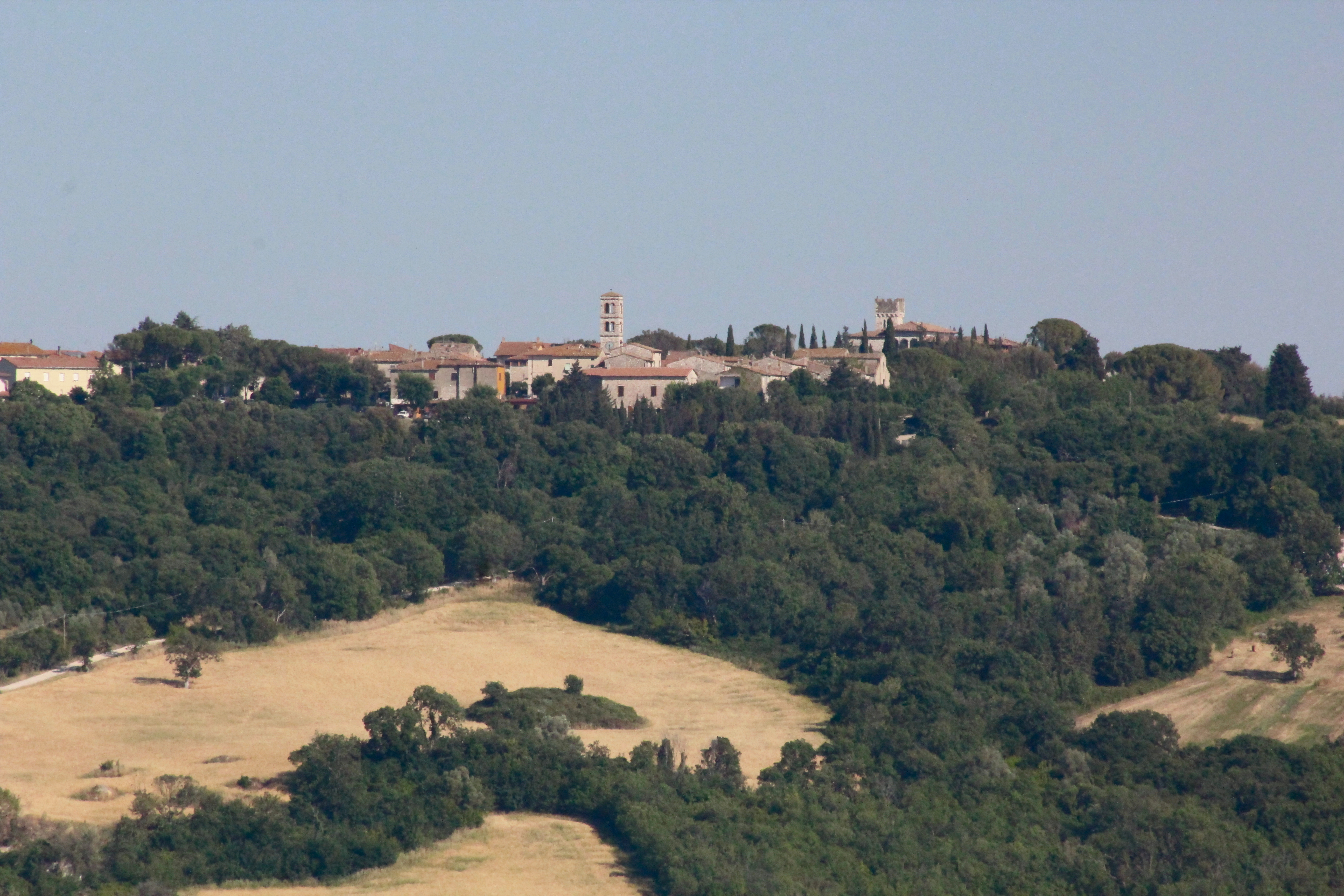
Saturnia
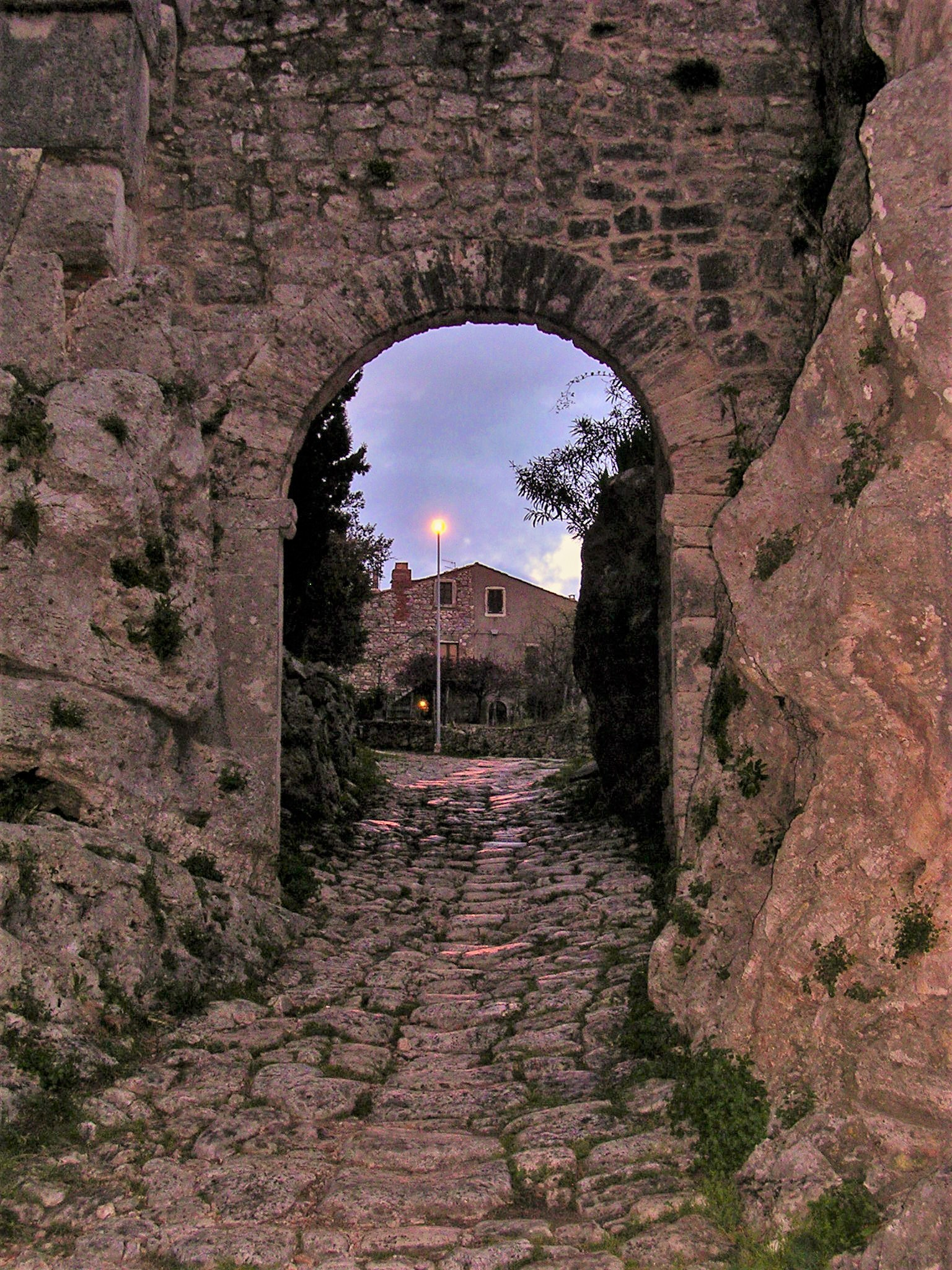
Porta Romana